# Edicto de fe
El edicto de fe era una proclama solemne en la que, después de enunciar de forma exhaustiva las prácticas que se consideraban heréticas o contraria a la fe católica, se conminaba a los habitantes de una ciudad o de un pueblo "visitado" por los inquisidores, bajo pena de excomunión, a que denunciaran a aquellos vecinos que hubieran incurrido en herejía. Este primer paso en el procedimiento de la Inquisición española sustituyó al edicto de gracia a partir de principios del siglo XVI, en el que se invitaba a la denuncia de uno mismo como hereje en un plazo de entre treinta o cuarenta días, durante el cual no sería castigado con penas severas —llamado por eso "período de gracia"—.

## Historia
En las dos primeras décadas de existencia de la Inquisición española (1480-1500) se usó el "edicto de gracia". La diferencia fundamental entre el edicto de gracia y el posterior edicto de fe era que en el primero, tras enumerar una lista de herejías, se hacía un llamamiento a los que creyeran haber incurrido en herejía para que se denunciaran a sí mismos dentro de un "período de gracia", que solía ser de treinta a cuarenta días. Los que así lo hacían eran "reconciliados" con la Iglesia sin sufrir fuertes castigos.
"Después de 1500 los edictos de gracia habían cumplido su propósito y fueron sustituidos normalmente por edictos de fe, que no tenían un período de gracia y que en su lugar invitaban a la denuncia de aquellos que eran culpables de los delitos que aparecían en una larga lista de ofensas". "La obligación de denunciar a todos los sospechosos de herejía se extendía a todos los fieles, bajo pena de excomunión".
Cuando los inquisidores llegaban a una ciudad o a un pueblo lo primero que hacían era presentarse a las autoridades eclesiásticas y seculares locales. A continuación en una misa de domingo o de día festivo, al finalizar el sermón del párroco o el rezo del credo, el inquisidor sosteniendo un crucifijo se dirigía a los feligreses para que tras persignarse juraran levantando la mano derecha que ayudarían al Santo Oficio a perseguir la herejía. Inmediatamente después se leía el edicto de fe, que incluía una larguísima relación de todas las creencias y conductas heréticas. Con este "inventario detallado de todas las palabras y actitudes susceptibles de revelar opiniones heterodoxas" se trataba en defiitiva, según Joseph Pérez, "de explicar a los fieles cómo reconocer a un hereje". "Era costumbre leer el edicto de fe una vez al año, un domingo de Cuaresma, en el momento del ofertorio, lentamente y en voz alta".
El edicto de fe no adquiere su forma definitiva hasta el siglo XVII y solo a partir de 1630 se lee el mismo texto en todos los tribunales. Este comienza describiendo las palabras y prácticas más frecuentes entre los judaizantes —como abstenerse de comer determinados alimentos o no trabajar los sábados—, prestando especial atención a las prácticas funerarias —volver al difundo contra la pared, lavarlo con agua caliente o cortarle la barba y depilarle las axilas, colocarle en la boca una moneda o una perla, etc.—. A continuación se trataban los indicios que delataban a los moriscos que seguían perteneciendo a la «secta de Mahoma», como la de ayunar durante el Ramadán, abstenerse de beber vino y de comer cerdo, lavar a los muertos y colocar junto a ellos miel, leche y otros alimentos para el alma del difunto, etc. El tercer apartado se dedicaba a la «secta de Lutero» destacando como señales de la pertenencia a la misma, decir que bastaba confesar los pecados a Dios para salvarse, sin que los sacerdotes intervinieran, o que en la hostia consagrada no se encontraba el cuerpo de Cristo, o que no tenía ningún sentido el culto a los santos y poner imágenes en las iglesias, o que el purgatorio no existía, por lo que no era necesario rezar por los muertos, o que los clérigos y las monjas podían casarse, etc. Un cuarto apartado se ocupaba de la «secta de los alumbrados» cuyos miembros se reconocían, según el edicto de fe, cuando una persona ensalzaba la oración mental frente a la oración en voz alta o defendía que el matrimonio no era un sacramento o que había que dejarse guiar por el Espíritu Santo. Por último se ocupaba de herejías diversas —materialismo, blasfemias, brujería, solicitación, bigamia, etc.— y de los libros cuya posesión y lectura estaba prohibida —las obras de los autores protestantes, el Corán, la Biblia en lengua vulgar, y todos aquellos que figuraran en el Índice de Libros Prohibidos que publicaba el Santo Oficio—. En 1738 se añadió un párrafo sobre la masonería.
Contra la lectura pública del edicto de fe se levantaron algunas voces, como la de Francisco de Borja, porque con su minuciosa descripción de las creencias y las conductas heréticas paradójicamente podían difundir la herejía allí donde nada se sabía de ella -un inquisidor del tribunal de Logroño escribió en 1611 al Consejo de la Suprema Inquisición que en su distrito no se conocía la brujería hasta que se empezó a hablar de ella—. Pero los edictos se siguieron leyendo hasta mediados del siglo XVII, por lo menos, aunque a partir de 1660 se fue abandonando paulatinamente la costumbre.
Los edictos de fe, como sus antecesores, los edictos de gracia partían del principio en el que se sustentaba la existencia misma de la Inquisición: que la herejía no era tan sólo un pecado, sino también era un delito, por lo que los confesores no podía absolver a los herejes. Por eso el edicto de fe contenía una frase que aludía a este punto: los eclesiásticos que confesaban a una persona que admitía haber cometido un pecado contra la fe —ser un hereje— tenían la obligación de denunciarlo a la Inquisición. Asimismo al considerarse un delito se debía infligir al culpable la humillación de un proceso público.
El edicto de fe fue uno de los medios principales en los que se basó la acción inquisitorial en España, convirtiendo a los ciudadanos en agentes colaboradores del Santo Oficio. Sin embargo, también se propiciaron las delaciones falsas, por interés o venganza, si bien la Inquisición intentó que no se produjeran castigando a los falsarios.